# Wilhelm Nielsen
Wilhelm Nielsen (22 maggio 1901 – 9 gennaio 1960) è stato un calciatore norvegese, di ruolo attaccante.

## Carriera

### Club
Nielsen giocò con la maglia del Kvik Halden.

### Nazionale
Conta 3 presenze e una rete per la Norvegia. Esordì il 26 agosto 1922, schierato in campo nella vittoria per 1-3 contro la Finlandia.